# Ölands landskapsvapen
Ölands landskapsvapen är: I blått fält en gående hjort av guld med rött halsband och röd beväring. Vapnet kröns i likhet med alla landskapsvapen av en hertiglig krona.
Ölands vapen fanns med vid Gustav Vasas liktåg 1560. Den första avbildningen finns i en handskrift från 1562, där hjorten dock har en annan färg på beväringen. 1569 fick änkedrottningen Katarina Stenbock Åland som förläning, och landskapet tilldelades ett vapen med två rådjur över varandra, eventuellt med fältet bestrött med rosor. Landskapens likhet i både namn och vapen ledde dock tidigt till förväxling, och bland annat fastställdes Ölands vapen 1884 som "I blått fält tvänne öfver hvarandra gående rådjur, guld, samt nio fembladiga rosor, silfver, i tre rader.". Vid revisionen 1944 återställdes dock tidigare utseende och hjorten försågs med ett halsband som skulle utmärka kungligt jaktbyte – och skilja vapnet från Ålands. Vapnet ingår tillsammans med Smålands landskapsvapen i vapnet för Kalmar län.

## Ölands landskapsflagga
Sedan i varje fall 1980-talet fungerar vapenbilden också som landskapsflagga för Öland. Denna är vanligt förekommande inom landskapet.

## Bildgalleri

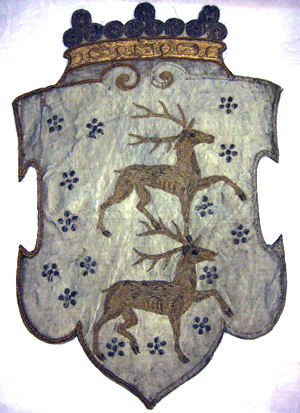
Ölands vapen, broderat för schabrak burna av sorgehästarna vid Gustav II Adolfs begravning 1634. Finns på Livrustkammaren.
Ölands landskapsvapen 1562, senare fört av Åland. På Ölands vapen har hjorten idag ett rött halsband
Ölands landskapsvapen 1884-1944.